# Imsti farsangi felvonulás
Az imsti farsangi felvonulás  (németül: Imster Schemenlaufen) minden negyedik évben megrendezett álarcos felvonulás, amelyet a nagyböjt előtti utolsó vasárnapon tartanak Imst belvárosában. A szokás eredete nem ismert; első írásos említése 1597-ből származik. A hagyomány 2012 óta a szellemi kulturális örökség része.
A Schemenlaufen kizárólag a nyugat-tiroli Imst városához kötődik. A többi nyugat-tiroli karneváli felvonulás (Nassereith, Axams, Telfs, Fiss, Thaur) ettől különbözik, annak ellenére, hogy egyes elemeik hasonlíthatnak. 
A menet középpontja 55 párból áll, mindegyik párt egy „Roller” [forgó] és egy „Scheller” alkotja, akik ugrásokból és meghajlásokból álló táncot mutatnak be. A „Roller”  jelmezén forgó harangok láthatóak, a „Scheller” nagy csengőket cipel. A „Laggepaare”-nak [lassú pár] nevezett párok a „Roller”  és a „Scheller” karikatúrái, és az ő táncukat utánozzák. A nézőket a „Sackner”-ek [zsákos], a „Spritzer”-ek [fröcskölő] és a „Kübelemaje” tartják távol a felvonulóktól kukoricapehellyel, lökdöséssel, fröcsköléssel és illatos por szórásával. A menetben szerepelnek még medvetáncoltatók, boszorkányok, frakkos-cilinderes polgárok, kéményseprők, kosaras kofák, madarászok, stb. A felvonulást a régebben ökrök által húzott, újabban traktorral vontatott, díszes farsangi kocsik zárják.
A felvonulásban minden 16. évét betöltött imsti illetőségű férfi részt vehet; a nők csak az álarcok és jelmezek elkészítésében kapnak szerepet. 2009-ben a felvonulásnak mintegy 900 résztvevője volt (a város teljes lakosságának 10%-a) és mintegy 150 kisegítője.

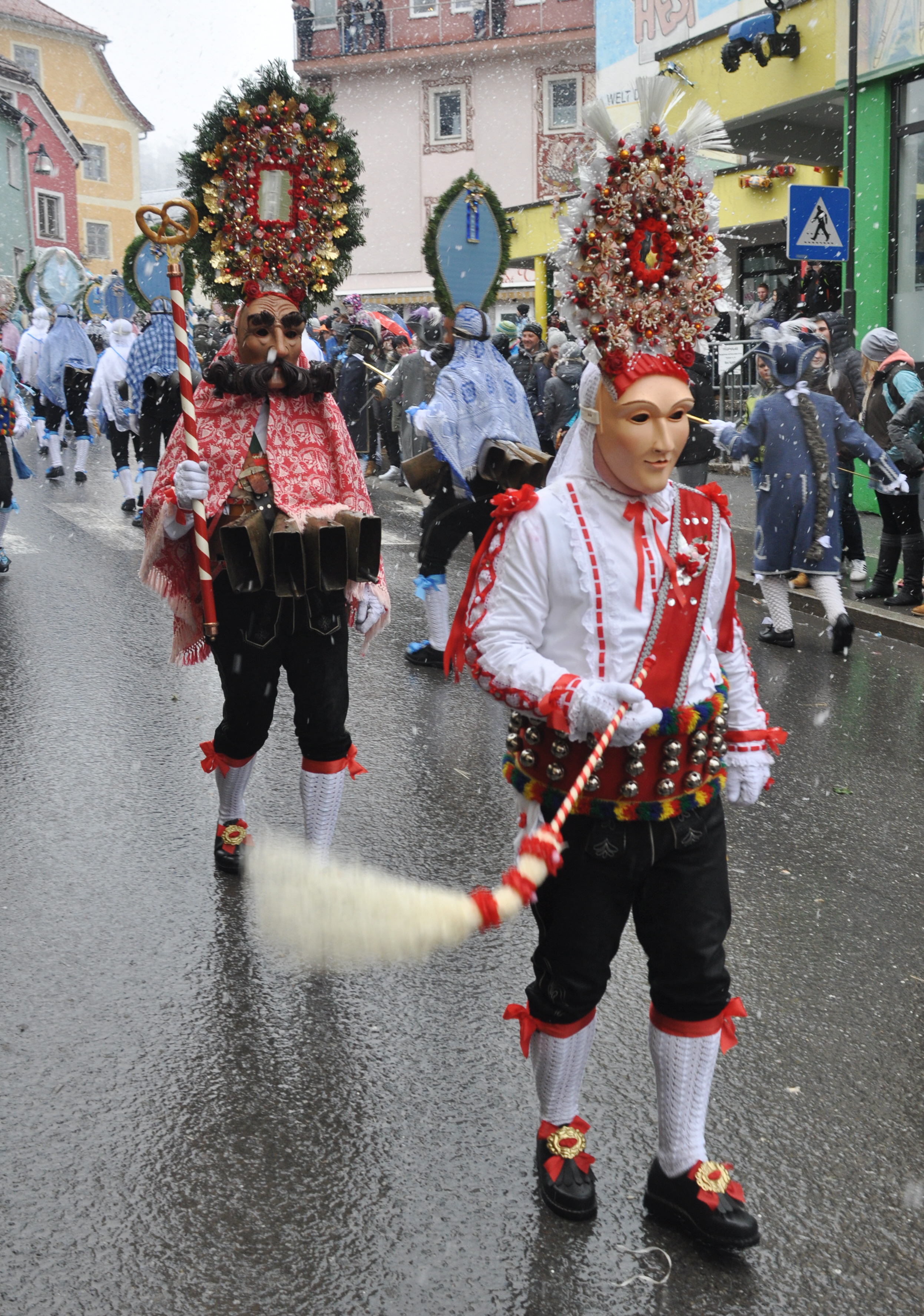
„Roller” és „Scheller” pár
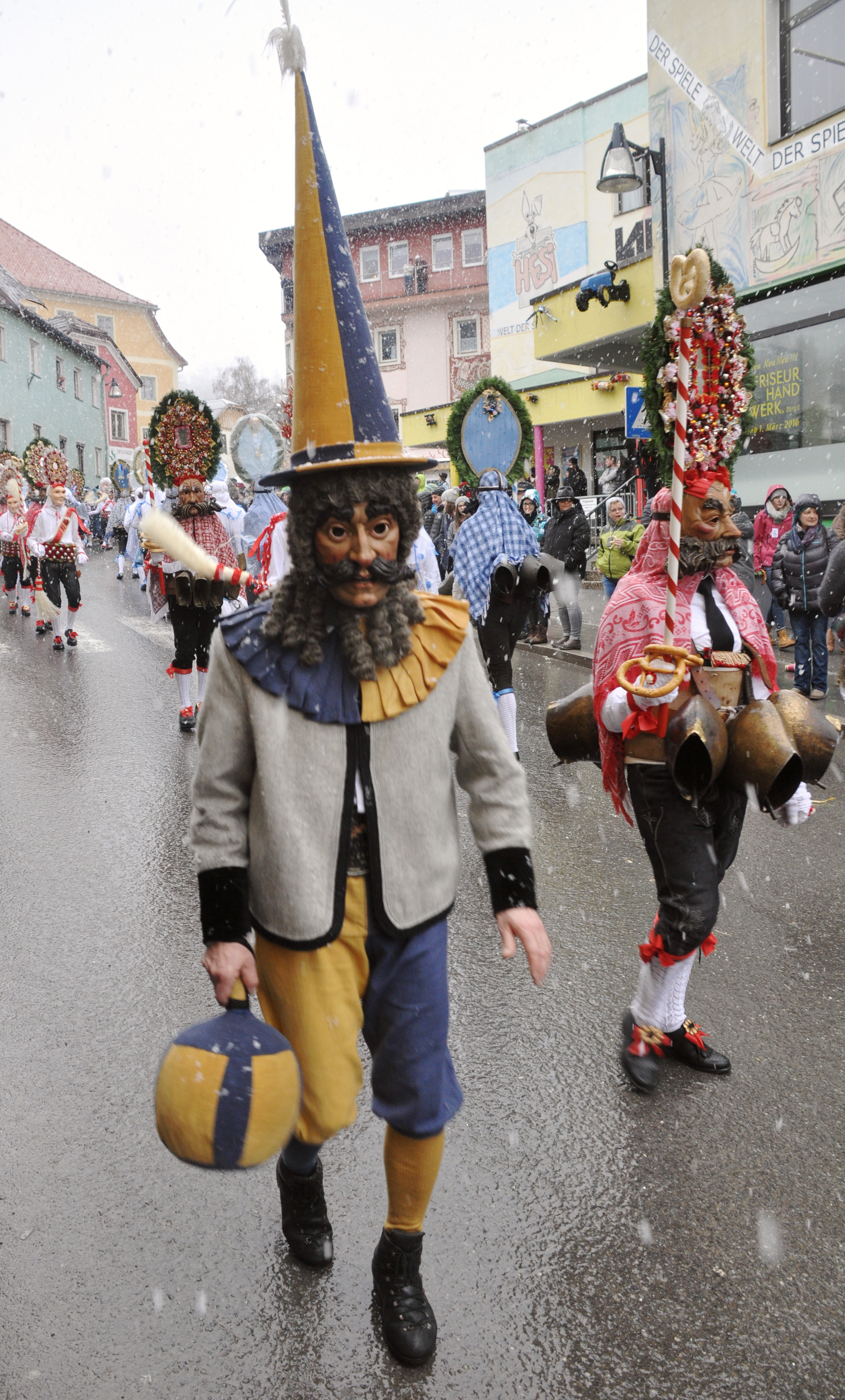
„Sackner”
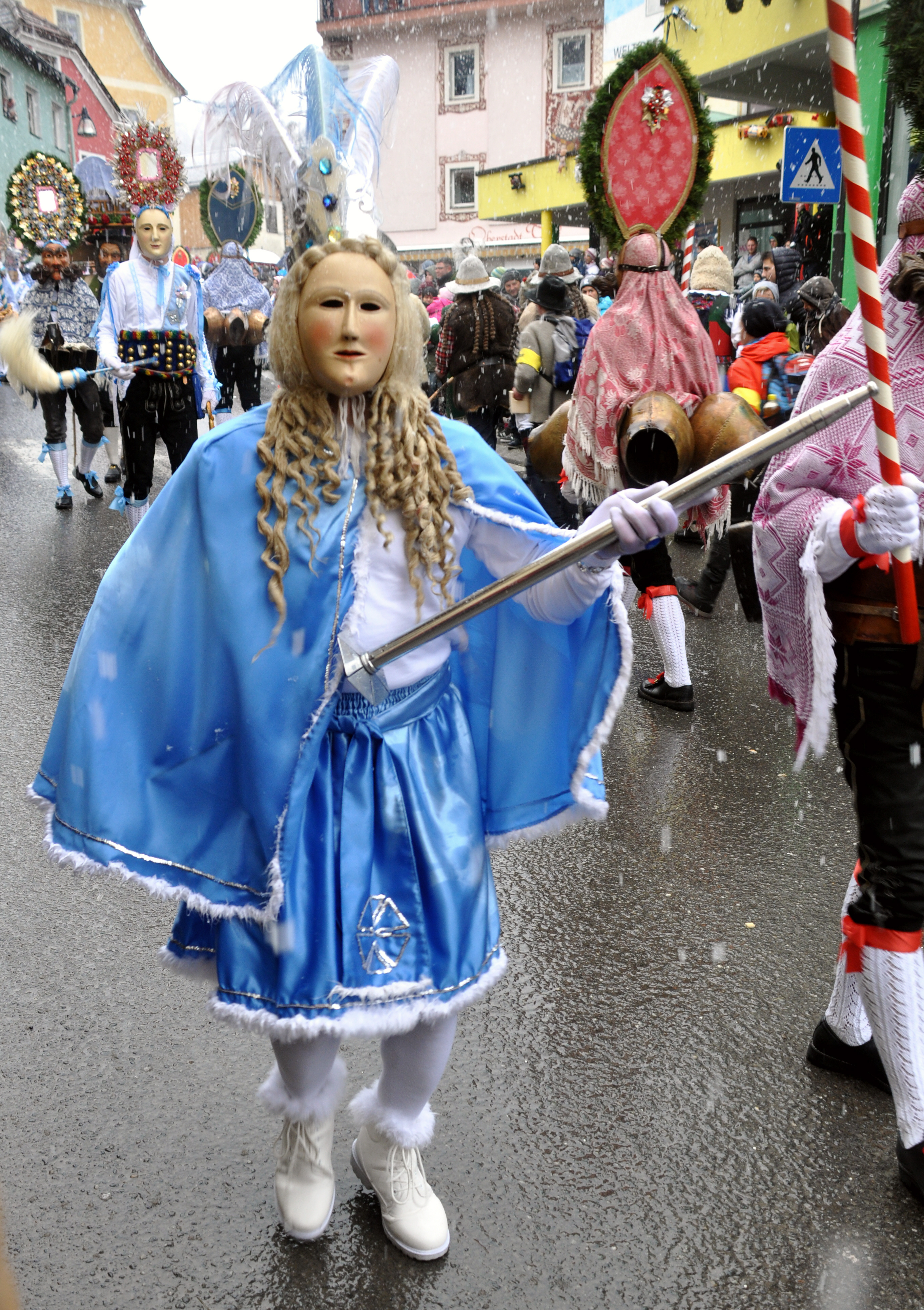
„Spritzer”
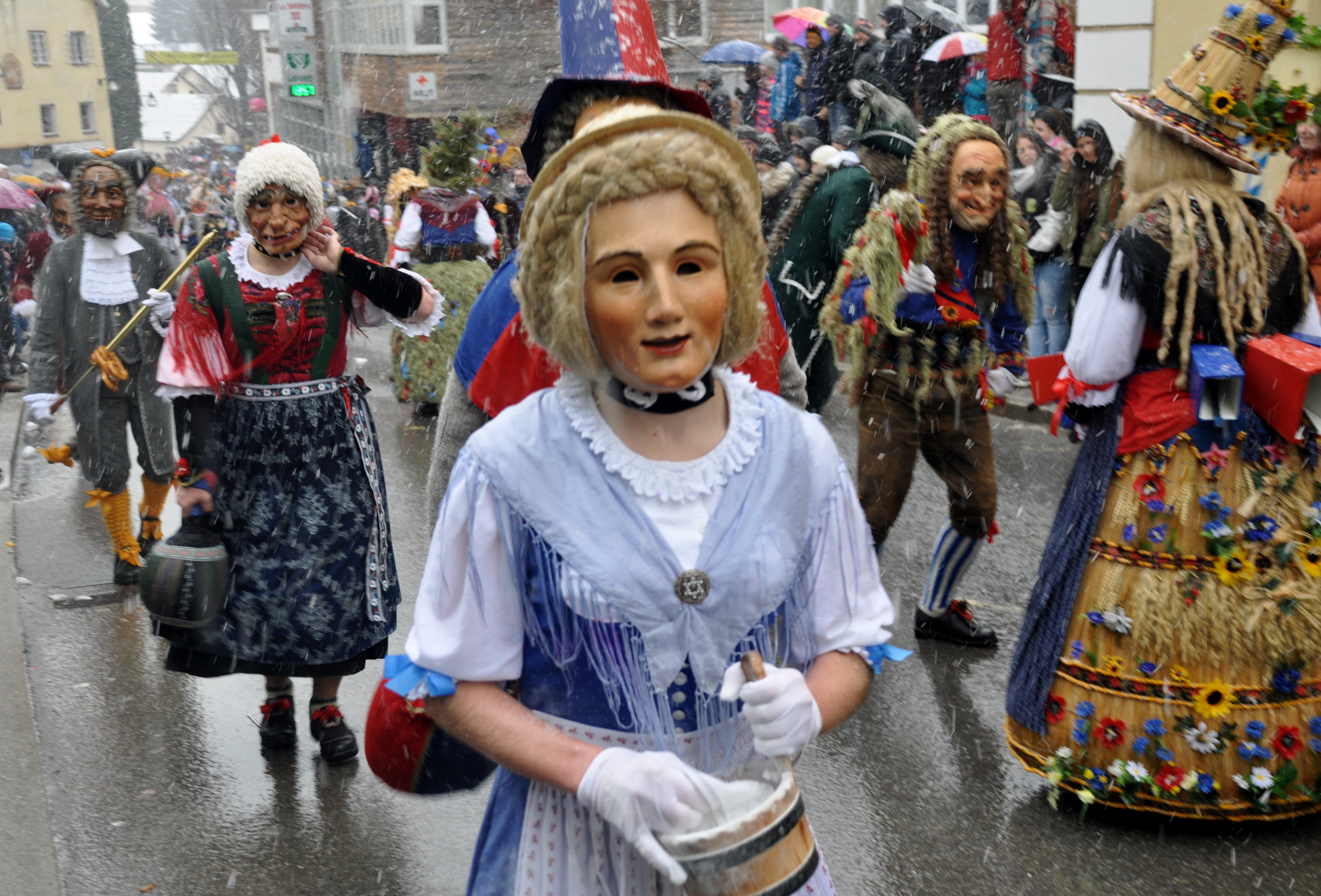
„Kübelemaje”
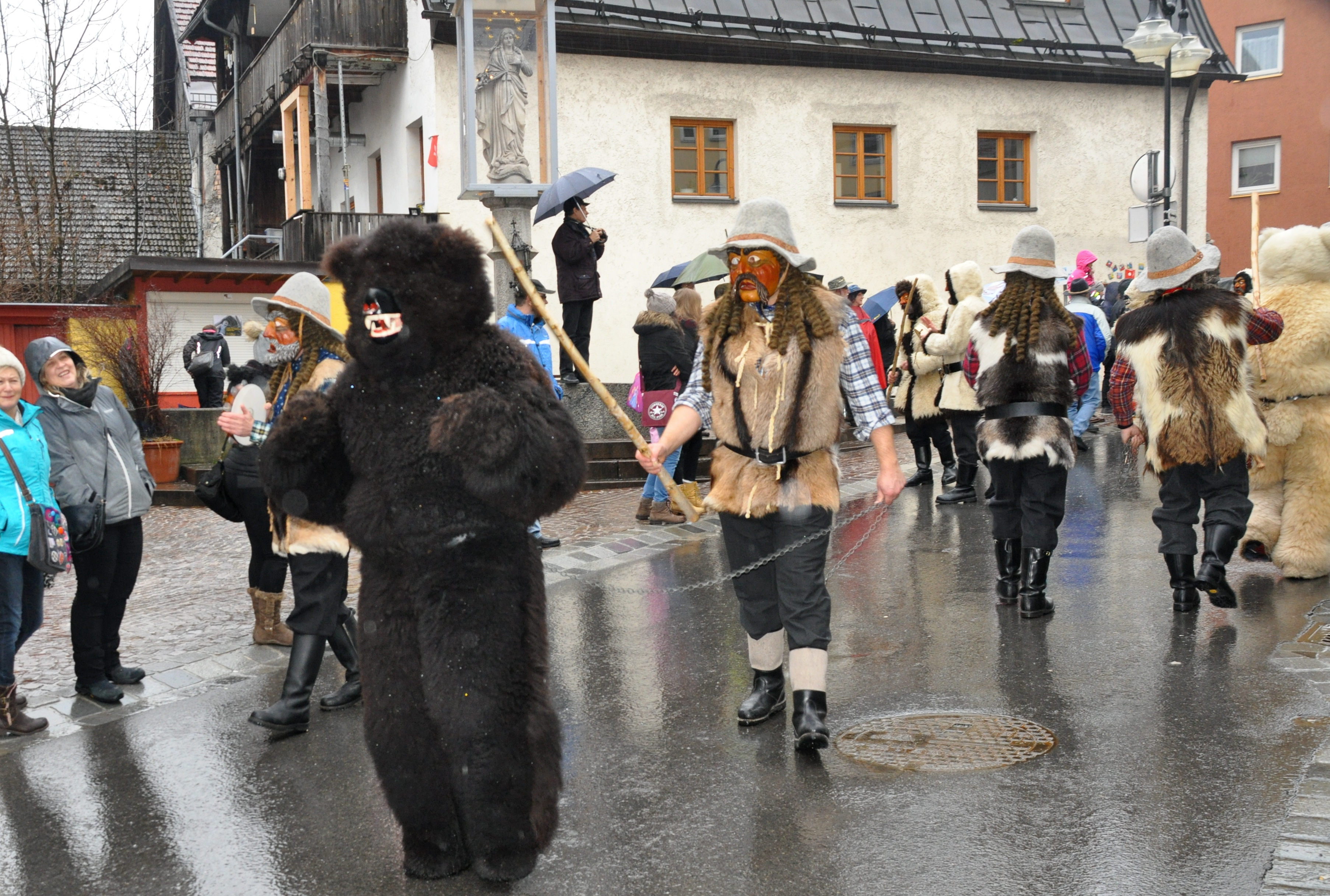
Medvetáncoltatók
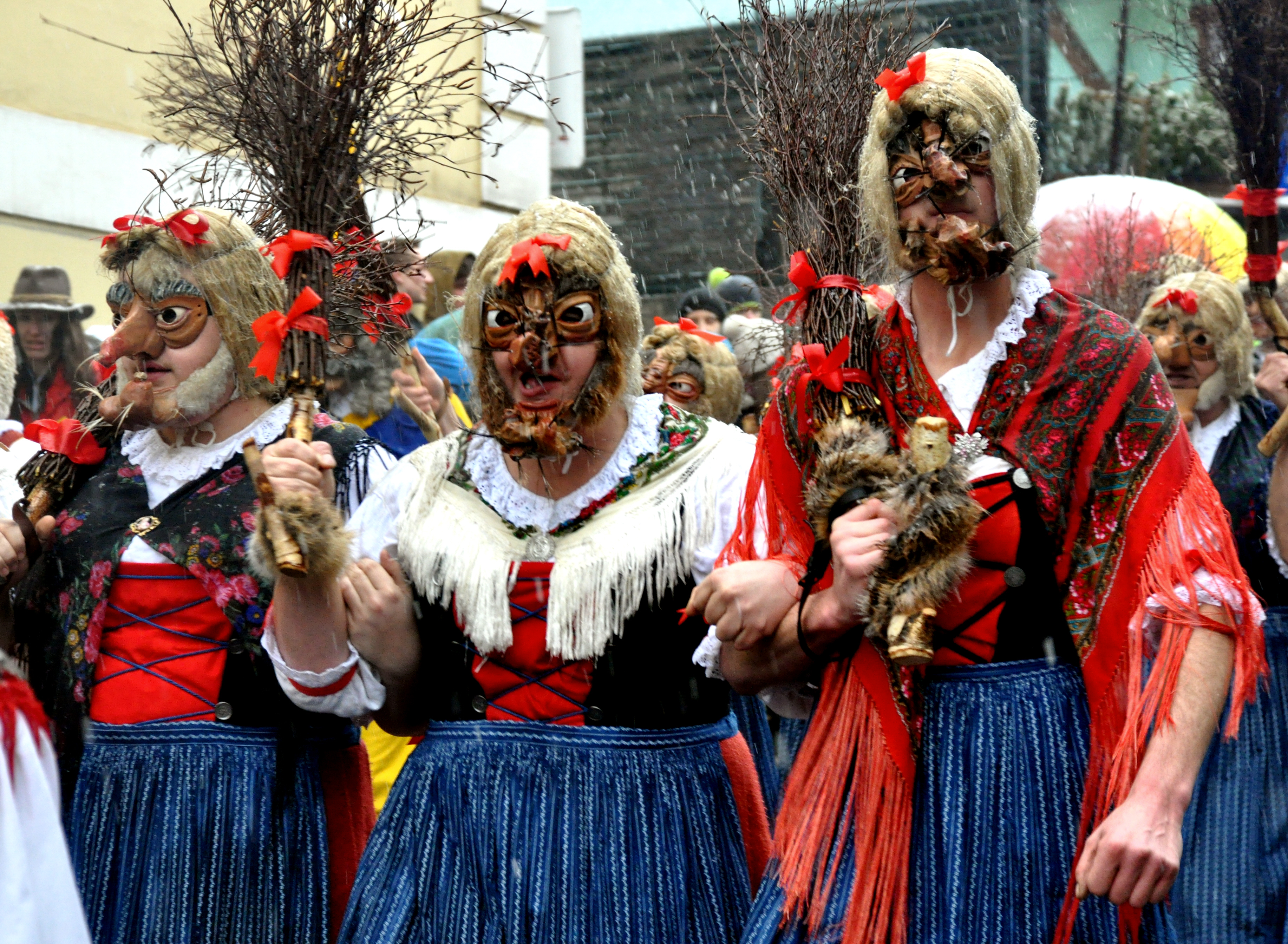
Boszorkányok
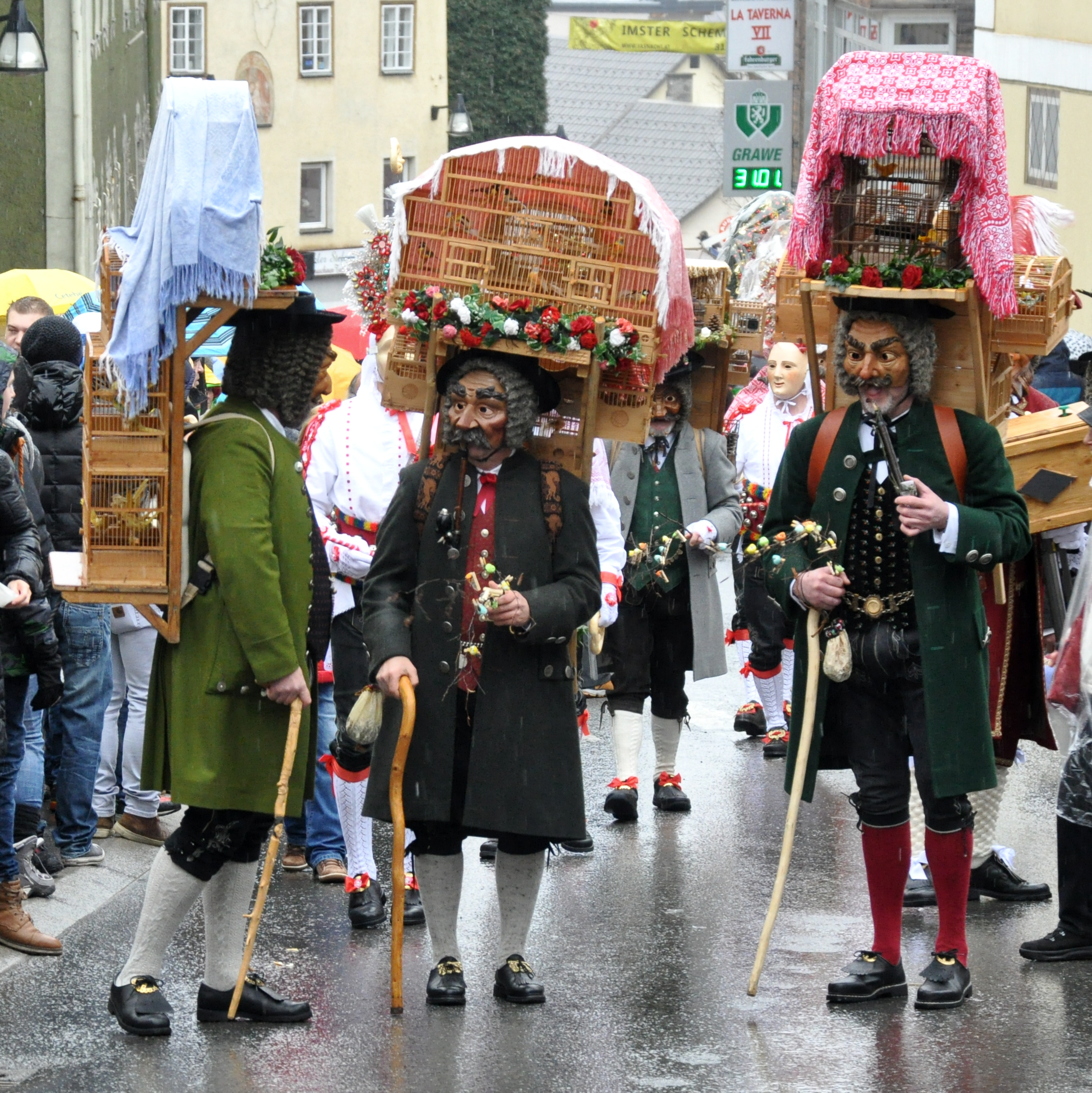
Madarászok
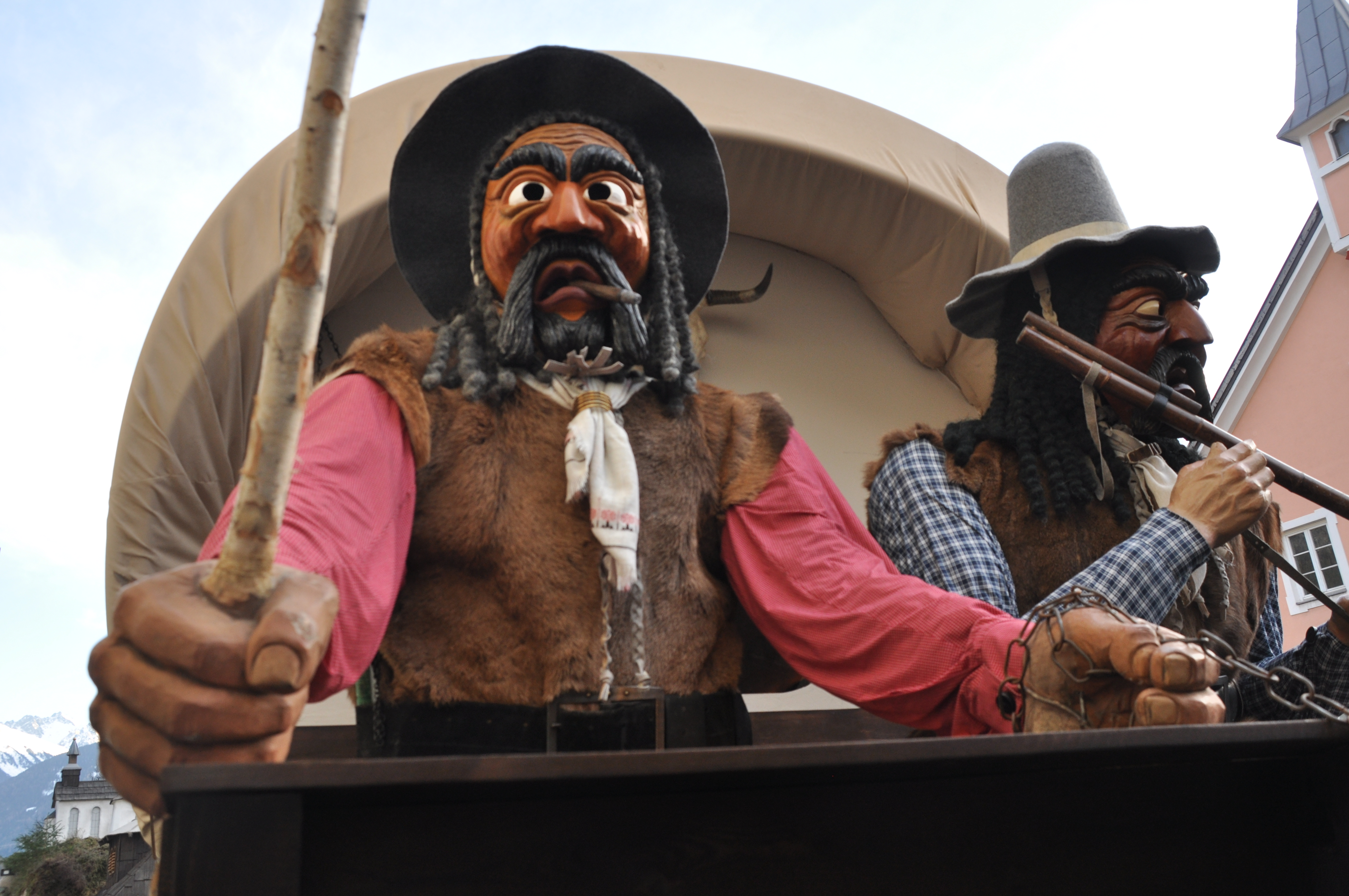
Farsangi kocsi